# Yan-gant-y-tan
Œuvres principales
- Dictionnaire Infernal

Le Yan-gant-y-tan, ou parfois écrit Jan-gant-y-tan, est un démon issu du folklore français, présent dans des régions environnantes du département du Finistère en Bretagne ,.

## Étymologie
Dans le Dictionnaire Infernal, l’occultiste et essayiste Collin de Plancy donne pour signification de son nom jan gant, « Vagabond de la Nuit », mais la traduction de son nom à partir du breton semble plutôt signifier « Jean et son feu », une dénomination le rendant relativement comparable à des personnages comme Will o' the Wisp ou encore de Jack-o’-lantern du folklore anglais, où il joue le rôle du feu follet.

## Apparence dans le folklore
Le Yan-gant-y-tan est souvent représenté comme une créature grande et maigre au visage hideux et grotesque, ou bien à un homme sauvage velu. À sa main droite, il porte une flamme sur chaque doigts leur donnant l’apparence de chandelles, évoquant la figure de la Main de Gloire.
Il a pour habitude d’errer la nuit en faisant tournoyer sa main comme une roue enflammée, ce qui l’empêche de se retourner rapidement de peur d’en éteindre une seule. Son jeu de main a tendance à attirer les voyageurs, les faisant de perdre dans la nuit. Pour cette raison, le croiser est habituellement considéré comme un mauvais présage,. Il existe cependant un moyen reconnu pour lutter contre son influence néfaste, consistant à laisser un petit sac d’or ou une chaîne en or près d’un poteau pour les voyageurs. Le yan-gant-y-tan viendra s’en emparer et laissera un peu de répit aux habitants pour quelque temps.
Dans des versions plus positive du folklore, on raconte qu’il peut parfois offrir cinq chandelles aux voyageurs qui en ont besoin, les aidant à trouver leur chemin la nuit.[réf. nécessaire]

## Utilisation actuelle
- De part son apparence grotesque et sa curieuse démarche, l'illustration du Yan-tang-y-tan dans le Dictionnaire infernal a fail l'objet d'un même internet sur le réseau social X au Japon au cours du mois de novembre 2024 [6].